# Чулаков Євген Родіонович
Євген Родіонович Чулаков (5 квітня 1937 — 10 березня 2002) — український радянський політичний діяч, науковець-агроном. Депутат Верховної Ради УРСР 11-го скликання (з 1986 року). Народний депутат України 1-го і 2-го скликань. Кандидат у члени ЦК КПУ в 1986—1990 роках. Член ЦК КПУ в 1990—1991 роках. Кандидат сільськогосподарських наук (1992).

## Життєпис, родина
Народився 5 квітня 1937 (село Андріївка, Бердянський район, Запорізька область); українець; батько Родіон Родіонович (1900—1989) — робітник; мати Василина Панасівна (1900—1984) — колгоспниця; дружина Лідія Олексіївна (1938—2023) — інженер-механік, викладач технікуму; дочка Тетяна (1962—2021) — лікар-кардіолог, Інститут кардіології імені академіка М. Д. Стражеска, доктор медичних наук.

## Освіта
Ногайський сільськогосподарський технікум (1954—1956); Чернігівське вище авіаційне училище (1957—1960); Дніпропетровський сільськогосподарський інститут (1960—1964), науковець-агроном. Вища партійна школа при ЦК КПУ (1976—1979).
Кандидат сільськогосподарських наук (1992). Дисертація «Ефективність чисельної обробки ґрунту під кукурудзу на ерозованих землях Північного степу України» (Інститут кукурудзи УААН, місто Дніпропетровськ, 1992).

## Трудова діяльність
У 1953—1954 роках — механізатор колгоспу «Гігант» Бердянського району Запорізької області.
У 1954—1956 роках — учень Ногайського сільськогосподарського технікуму Запорізької області.
У 1956—1957 роках — головний агроном колгоспу імені Леніна Приморського району Запорізької області.
У 1957—1960 роках навчався і служив в Чернігівському вищому авіаційному училищі військових льотчиків.
У 1960—1964 роках — студент Дніпропетровського сільськогосподарського інституту.
У 1964—1965 роках — агроном, головний агроном Дніпропетровського тресту радгоспів.
У 1965—1966 роках — директор радгоспу «Першотравневий» Дніпропетровського району Дніпропетровської області.
У 1966—1969 роках — перший секретар районного комітету ЛКСМУ; другий секретар Дніпропетровського обласного комітету ЛКСМУ.
У 1969—1971 роках — 2-й секретар Криничанського районного комітету КПУ Дніпропетровської області.
У 1971—1981 роках — 1-й секретар Царичанського районного комітету КПУ Дніпропетровської області.
У 1981—1982 роках — завідувач економічного відділу Дніпропетровського обласного комітету КПУ.
У 1982—1986 роках — секретар Дніпропетровського обласного комітету КПУ.
У 1986—1991 роках — завідувач відділу сільського господарства і харчової промисловості ЦК КПУ, завідувач аграрного відділу ЦК КПУ. У 1986 році брав участь в ліквідації наслідків аварії на ЧАЕС.
З 1998 року — віце-президент спільного українського-австрійсько-німецького підприємства «Укрінтерцукор».
Член КПРС (1960—1991), член СелПУ.
Позаштатний радник Президента України з аграрних питань (березень 1995 — січень 2000). Заступник представника України у Раді Міжнародного союзу з охорони нових сортів рослин (з жовтня 1995).
Почесний професор Дніпропетровського державного аграрного університету (1997). Академік Міжнародної академії біоенерготехнологій (1998). Сортовипробовувач України (Державна комісія України з випробовування та охорони сортів рослин, 2000).

Могила Євгена Чулакова та його родини, Байкове кладовище

Автор книг: «Повышение технического уровня производства и пути снижения себестоимости сельскохозяйственной продукции» (1988), «Віз у нас один — селянський» (1998).
Володів німецькою, болгарською мовами. Захоплення: риболовля, полювання.
Помер на 65-му році життя 10 березня 2002 року. Похований разом з родиною на Байковому кладовищі (ділянка № 49а).

## Парламентська діяльність
Народний депутат України 12(1) скликання з 03.1990 (1-й тур) до 04.1994, Васильківський виборчій округ № 100, Дніпропетровська область. На час виборів: завідувач аграрного відділу ЦК КПУ. Група «Аграрники».
Народний депутат України 2 скликання з 03.1994 (1-й тур) до 04.1998, Васильківський виборчій округ № 99, Дніпропетровська область, висунутий СелПУ. На час виборів: голова підкомісії зв'язків з аграрною наукою Комісії з питань АПК Верховної Ради України, член СелПУ. Член групи «Відродження та розвиток агропромислового комплексу України» (до цього — керівник групи «Аграрники України» (до цього — член фракції СелПУ). Голова підкомітету з питань аграрної науки, технологій та освіти Комітету з питань АПК, земельних ресурсів і соціального розвитку села.
Автор статей 14-18 Конституції України (прийнята 28 червня 1996), співавтор «Земельного кодексу України» (прийнятий 13 березня 1992), законів України «Про пріоритетність соціального розвитку села і агропромислового комплексу в народному господарстві» (1995), «Про плату за землю» (1996), «Про насіння» (1996), «Про ветеринарну медицину» (1992), «Про оренду землі» (1997), співавтор — «Про фермерське господарство» (1996), «Про колективне сільськогосподарське підприємство» (1995).

## Нагороди
Ордени Леніна, Трудового Червоного Прапора (3), Жовтневої революції, Дружби народів, «Знак Пошани». 7 медалей. Почесна Грамота Президії Верховної Ради УРСР (3.04.1987). Орден Миколи Чудотворця «За примноження добра на Землі» I ступеня (Фонд міжнародних премій, 2000).

## Джерело
- Довідка [Архівовано 4 березня 2016 у Wayback Machine.]